# Liste de ponts des Pays-Bas

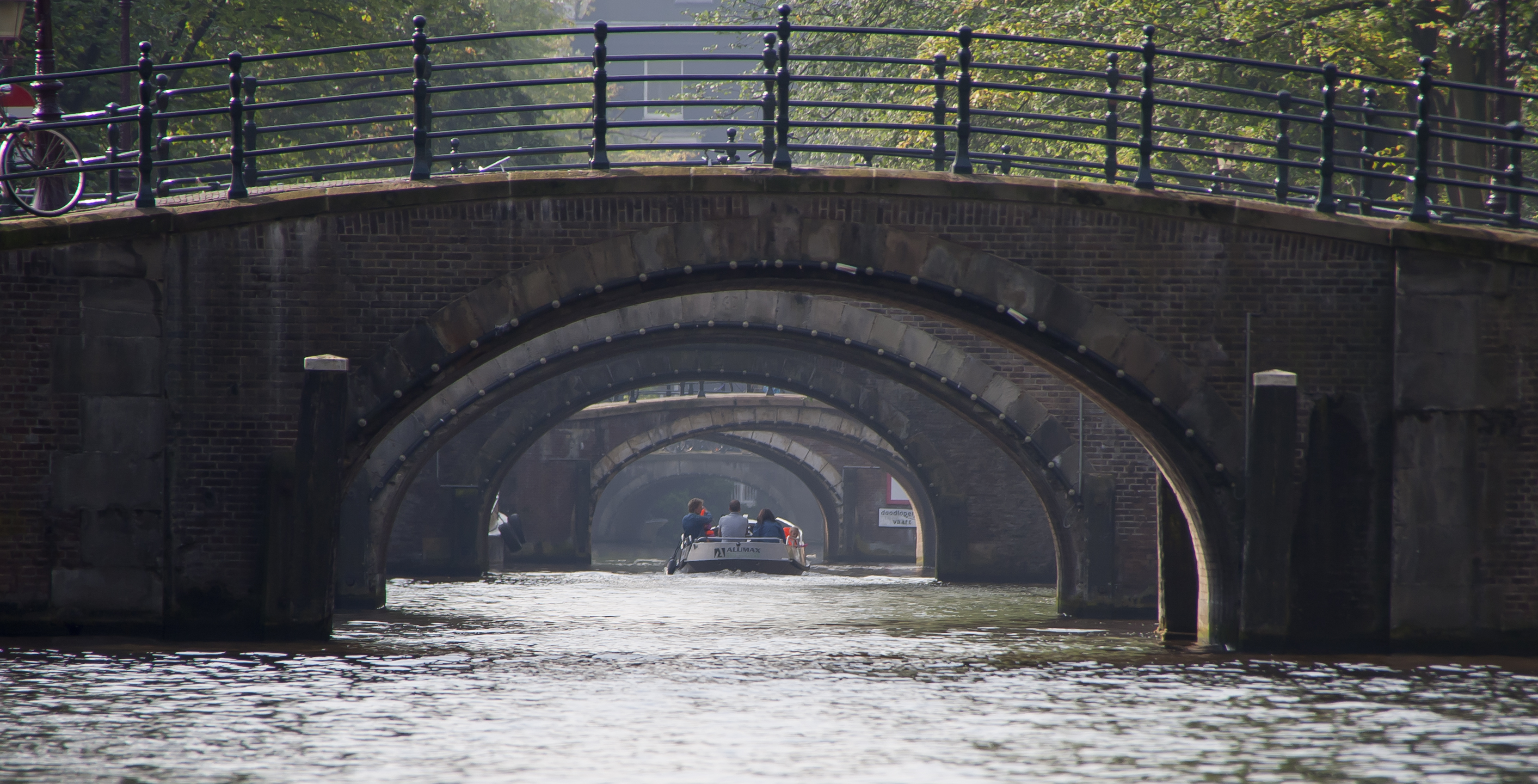
Ponts à Amsterdam.

Cet article dresse une liste de ponts remarquables des Pays-Bas, tant par leurs caractéristiques dimensionnelles, que par leur intérêt architectural ou historique. La catégorie lien donne la classification de l'ouvrage parmi ceux présentés et propose un lien vers la fiche technique du pont sur le site Structurae, base de données et galerie internationale d'ouvrages d'art. La liste peut être triée selon les différentes entrées du tableau pour voir ainsi les ponts en arc ou les ouvrages les plus récents par exemple. Les colonnes donnant la portée et la longueur, exprimées en mètres, indiquent respectivement la distance entre les pylônes de la travée principale et la longueur totale de l'ouvrage, viaducs d'accès compris.

## Ponts présentant un intérêt historique
|             |   | Nom         | Distinction   | Long. | Type                                       | Voie portée Voie franchie     | Date      | Localisation                              | Province                | Ref.    |
| ----------- | - | ----------- | ------------- | ----- | ------------------------------------------ | ----------------------------- | --------- | ----------------------------------------- | ----------------------- | ------- |
| Magere Brug | 1 | Magere Brug | Rijksmonument | 80    | Pont basculant traditionnel à double-levis | Passerelle depuis 2003 Amstel | 1670 1934 | Amsterdam 52° 21′ 48,9″ N, 4° 54′ 08,5″ E | Hollande-Septentrionale | [ B 1 ] |

## Ponts présentant un intérêt architectural
|                   |   | Nom                                                     | Distinction                   | Long. | Type                                                      | Voie portée Voie franchie                              | Date | Localisation                                   | Province                | Ref.    |
| ----------------- | - | ------------------------------------------------------- | ----------------------------- | ----- | --------------------------------------------------------- | ------------------------------------------------------ | ---- | ---------------------------------------------- | ----------------------- | ------- |
| Borneo Sporenburg | 1 | Passerelle cycliste entre les îles Borneo et Sporenburg |                               |       | Treillis Acier                                            | Passerelle IJ                                          | 2000 | Amsterdam 52° 22′ 22,8″ N, 4° 56′ 56″ E        | Hollande-Septentrionale | [ B 2 ] |
| Slauerhoffbrug    | 2 | Slauerhoffbrug                                          |                               | 15    | Pont levant Acier                                         | Slauerhoffweg Harlingervaart                           | 2000 | Leeuwarden 53° 11′ 55,1″ N, 5° 45′ 57,1″ E     | Frise                   | [ B 3 ] |
| Enneüs Heermabrug | 3 | Pont Enneüs Heerma                                      |                               | 205   | Arc Acier, tablier suspendu Pont bow-string               | S114 Tramway d'Amsterdam (ligne 26) IJ                 | 2001 | Amsterdam 52° 21′ 54,2″ N, 4° 58′ 36,2″ E      | Hollande-Septentrionale |         |
| Luitbrug          | 4 | Pont le Luth                                            | Design par Santiago Calatrava |       | Haubané Monopylône, tablier acier, pylône incliné acier   | Maria Tesselschadelaan - Johan Enschedelaan Hoofdvaart | 2004 | Haarlemmermeer 52° 17′ 25,9″ N, 4° 40′ 17,1″ E | Hollande-Septentrionale |         |
| Harpbrug          | 5 | Pont la Harpe                                           | Design par Santiago Calatrava | 143   | Haubané Monopylône, tablier acier, pylône incliné acier   | Noordelijke Randweg Hoofdvaart                         | 2004 | Haarlemmermeer 52° 16′ 22″ N, 4° 38′ 44,5″ E   | Hollande-Septentrionale |         |
| Citerbrug         | 6 | Pont la Cithare                                         | Design par Santiago Calatrava |       | Haubané Monopylône, tablier acier, pylône incliné acier   | Hoofdweg Hoofdvaart                                    | 2004 | Haarlemmermeer 52° 17′ 02,7″ N, 4° 39′ 41,3″ E | Hollande-Septentrionale |         |
| Nesciobrug        | 7 | Pont Nescio                                             | Portée : 170 mètres           |       | Suspendu Mono-câble, tablier caisson acier, pylônes acier | Passerelle Canal d'Amsterdam au Rhin                   | 2006 | Diemen 52° 21′ 23,4″ N, 4° 58′ 10,1″ E         | Hollande-Septentrionale | [ B 4 ] |
| Rode brug         | 8 | Rode brug                                               |                               | 10    | Pont-levis Acier                                          | Vecht                                                  | 2009 | Utrecht 52° 06′ 23,1″ N, 5° 06′ 26,2″ E        | Utrecht                 | [ B 5 ] |

## Grands ponts
Ce tableau présente les ouvrages ayant des portées supérieures à 100 mètres ou une longueur totale de 3 000 mètres (liste non exhaustive).
|                             |    | Nom                                                 | Portée   | Long. | Type | Voie portée Voie franchie                                                         | Date      | Localisation                                                        | Province                                   | Ref.              |
| --------------------------- | -- | --------------------------------------------------- | -------- | ----- | --- | --------------------------------------------------------------------------------- | --------- | ------------------------------------------------------------------- | ------------------------------------------ | ----------------- |
| Van Brienenoordbrug         | 1  | Pont de Brienenoord                                 | 287      | 1306  | Arc Acier, tablier suspendu                                                                                   | A16 Route européenne 19 Nouvelle Meuse                                            | 1965      | Rotterdam 51° 54′ 12″ N, 4° 32′ 35,7″ E                             | Hollande-Méridionale                       | [ B 6 ]           |
| De Oversteek                | 2  | De Oversteek                                        | 285      | 1400  | Arc Acier, tablier suspendu Pont bow-string                                                                   | Stadsroute 100 De Oversteek Waal                                                  | 2013      | Nimègue 51° 51′ 34″ N, 5° 50′ 20″ E                                 | Gueldre                                    | "                 |
| Erasmusbrug                 | 3  | Pont Érasme                                         | 278      | 802   | Haubané Monopylône, tablier acier, pylône acier                                                               | 2x2 voies routières Tramway de Rotterdam (lignes 12, 20, 23 et 25) Nouvelle Meuse | 1996      | Rotterdam 51° 54′ 34,4″ N, 4° 29′ 08,3″ E                           | Hollande-Méridionale                       | [ B 7 ]           |
| Herman de Man Brug          | 4  | Pont Herman de Man                                  | 270      | 1055  | Haubané Est : tablier et pylônes caissons acier, suspension axiale Ouest:Tablier et pylônes béton 105+270+105 | A50 Route européenne 31 Waal                                                      | 1975 2013 | Beuningen 51° 53′ 07,5″ N, 5° 44′ 16,6″ E                           | Gueldre                                    | [ B 8 ]           |
| Willemsbrug                 | 5  | Pont Willems                                        | 270      | 318   | Haubané Tablier poutres acier, pylônes acier                                                                  | 2x2 voies routières Nouvelle Meuse                                                | 1981      | Rotterdam 51° 55′ 01,4″ N, 4° 29′ 45,2″ E                           | Hollande-Méridionale                       | [ B 9 ]           |
| Prins Willem-Alexanderbrug  | 6  | Pont du prince Willem-Alexander                     | 267      | 1419  | Haubané Tablier béton, pylônes et haubans béton 95+267+95                                                     | Provinciale weg 323 Waal                                                          | 1972      | Echteld 51° 53′ 20,3″ N, 5° 29′ 51″ E                               | Gueldre                                    | [ B 10 ]          |
| Martinus Nijhoffbrug        | 7  | Pont Martinus Nijhoff                               | 256      | 990   | Haubané Tablier dalle béton, pylônes béton 95+267+95                                                          | A2 Route européenne 25 Waal                                                       | 1996      | Zaltbommel 51° 49′ 05,3″ N, 5° 15′ 36,3″ E                          | Gueldre                                    | [ B 11 ]          |
| Waalbrug                    | 8  | Pont de la Waal                                     | 244      | 604   | Arc Acier, tablier suspendu                                                                                   | Provinciale weg 325 Waal                                                          | 1936      | Nimègue 51° 51′ 04,6″ N, 5° 52′ 16,5″ E                             | Gueldre                                    | [ B 12 ]          |
| Werkspoorbrug               | 9  | Pont ferroviaire de Werk                            | 237      | 255   | Arc Acier, tablier suspendu                                                                                   | Ligne Amsterdam–Arnhem Canal d'Amsterdam au Rhin                                  | 2002      | Utrecht 52° 06′ 36,9″ N, 5° 04′ 36,7″ E                             | Utrecht                                    | ,                 |
| Spoorbrug Nijmegen          | 10 | Pont ferroviaire de Nimègue                         | 235      | 675   | Treillis Acier                                                                                                | Waal                                                                              | 1983      | Nimègue 51° 51′ 07,2″ N, 5° 51′ 23,8″ E                             | Gueldre                                    | [ B 14 ]          |
| Merwedebrug                 | 11 | Pont de la Merwede (Papendrecht)                    | 202      | 1032  | Arc Acier, tablier suspendu Pont bow-string                                                                   | Provinciale weg 915                                                               | 1967      | Papendrecht 51° 51′ 22,7″ N, 4° 39′ 14,9″ E                         | Hollande-Méridionale                       |                   |
| Molenbrug                   | 12 | Molenbrug                                           | 193      | 627   | Haubané Tablier poutres acier, pylônes acier 2 ouvrages jumelés 70+180+70                                     | Provinciale weg 764 IJssel                                                        | 1983      | Kampen 52° 32′ 31,2″ N, 5° 55′ 55,8″ E                              | Overijssel                                 | [ B 15 ]          |
| Dintelhavenbrug             | 13 | Pont-route de Dintelhaven                           | 192      |       | Poutre-caisson Béton précontraint 2 ouvrages jumelés 86+192+86                                                | A15 Dintelhaven                                                                   | 2001      | Rotterdam 51° 56′ 09,5″ N, 4° 08′ 30,5″ E                           | Hollande-Méridionale                       | [ B 16 ]          |
| Schalkwijkse spoorbrug      | 14 | Pont ferroviaire de Schalkwijk                      | 188      |       | Arc Acier, tablier suspendu                                                                                   | Canal d'Amsterdam au Rhin                                                         | 1976      | Schalkwijk 52° 00′ 21,8″ N, 5° 11′ 06,5″ E                          | Utrecht                                    | [ B 17 ]          |
| Muiderspoorbrug             | 15 | Muiderspoorbrug                                     | 188      |       | Arc Acier, tablier suspendu 2 ouvrages jumelés Pont bow-string                                                | Canal d'Amsterdam au Rhin                                                         | 1995      | Diemen - Weesp 52° 19′ 28,9″ N, 5° 01′ 03″ E                        | Hollande-Septentrionale                    | [ B 18 ]          |
| Galecopperbrug              | 16 | Galecopperbrug                                      | 180      | 240   | Haubané Tablier poutres acier, pylônes acier 2 ouvrages jumelés 70+180+70                                     | A12 Route européenne 30 Route européenne 35 Canal d'Amsterdam au Rhin             | 1974      | Utrecht 52° 03′ 38,4″ N, 5° 05′ 51,6″ E                             | Utrecht                                    | [ B 19 ]          |
| Merwedebrug                 | 17 | Pont de la Merwede (Gorinchem)                      | 170 (x2) | 340   | Arc Acier, tablier suspendu Pont bow-string                                                                   | A27 Route européenne 311 Merwede                                                  | 1961      | Gorinchem - Sleeuwijk 51° 49′ 38,1″ N, 4° 56′ 32,8″ E               | Hollande-Méridionale Brabant-Septentrional | [ B 20 ]          |
| Dintelhavenspoorbrug        | 18 | Pont ferroviaire de Dintelhaven                     | 170      | 270   | Arc Acier, tablier suspendu Pont bow-string                                                                   | Ligne de la Betuwe Dintelhaven                                                    | 1999      | Rotterdam 51° 56′ 10,5″ N, 4° 08′ 26,6″ E                           | Hollande-Méridionale                       | [ B 21 ]          |
| Hogeweidebrug               | 19 | Pont de Hogeweide                                   | 170      | 170   | Arc Acier, tablier suspendu Pont bow-string                                                                   | Vleutenseweg Canal d'Amsterdam au Rhin                                            | 2007      | Utrecht 52° 05′ 51,7″ N, 5° 04′ 37,4″ E                             | Utrecht                                    |                   |
| Jan Blankenbrug             | 20 | Pont Jan Blanken                                    | 165      | 532   | Poutre-caisson Béton précontraint 2 ouvrages jumelés                                                          | A2 Route européenne 25 Lek                                                        | 1999 2003 | Nieuwegein - Vianen 51° 59′ 51,2″ N, 5° 04′ 40,2″ E                 | Utrecht                                    | [ B 22 ] [ B 23 ] |
| Stichtse Brug               | 21 | Stichtse Brug                                       | 160      | 325   | Poutre-caisson Béton précontraint 2 ouvrages jumelés                                                          | A27 Gooimeer - Eemmeer                                                            | 1997      | Almere - Huizen 52° 18′ 13,1″ N, 5° 18′ 52,3″ E                     | Flevoland Hollande-Septentrionale          |                   |
|                             | 22 | Pont de Heumen                                      | 157      | 658   | Poutre-caisson Béton précontraint 2 ouvrages jumelés                                                          | A73 Route européenne 31 Meuse                                                     | 1981      | Nimègue - Cuijk 52° 22′ 41,5″ N, 4° 57′ 59,6″ E                     | Gueldre Brabant-Septentrional              | [ B 24 ]          |
| Oude spoorbrug Culemborg    | 23 | Vieux pont ferroviaire de Culembourg démoli en 1982 | 154      | 667   | Treillis Acier                                                                                                | Lek                                                                               | 1867      | Culembourg 51° 57′ 38″ N, 5° 12′ 48,3″ E                            | Gueldre                                    | [ B 25 ]          |
| Spoorbrug Culemborg         | 24 | Pont ferroviaire de Culembourg                      | 154      | 667   | Arc Acier, tablier suspendu Pont bow-string                                                                   | Ligne Utrecht - Boxtel Lek                                                        | 1982      | Culembourg 51° 57′ 38,1″ N, 5° 12′ 48,7″ E                          | Gueldre                                    |                   |
| Lekbrug bij Vianen          | 25 | Pont de Vianen hors service                         | 153      | 532   | Arc Acier, tablier suspendu Pont bow-string                                                                   | Lek                                                                               | 1936      | Nieuwegein - Vianen 51° 59′ 51,7″ N, 5° 04′ 43″ E                   | Utrecht                                    |                   |
| Nieuwe IJsselbrug (Zwolle)  | 26 | Pont sur l'IJssel (Zwole)                           | 150      | 644   | Poutre-caisson Béton précontraint                                                                             | A28 Route européenne 232 IJssel                                                   | 1970      | Zwolle - Hattem 52° 29′ 59,3″ N, 6° 03′ 15,3″ E                     | Overijssel Gueldre                         |                   |
|                             | 27 | Rooyensteinsebrug                                   | 150      | 308   | Poutre-caisson Béton précontraint                                                                             | Provinciale weg 835 Canal d'Amsterdam au Rhin                                     | 1977      | Tiel 51° 55′ 24,2″ N, 5° 25′ 34,3″ E                                | Gueldre                                    | [ B 26 ]          |
| Eilandbrug                  | 28 | Pont d'Eiland                                       | 150      | 412   | Haubané Monopylône, tablier mixte acier/béton, pylône incliné béton                                           | A50 IJssel                                                                        | 2003      | Kampen 52° 34′ 59″ N, 5° 51′ 32,7″ E                                | Overijssel                                 | [ B 27 ]          |
| Prins Clausbrug             | 29 | Pont du prince Claus                                | 150      | 230   | Haubané Monopylône, tablier mixte acier/béton, pylône acier                                                   | Churchillaan - Bevrijdingslaan Canal d'Amsterdam au Rhin                          | 2003      | Utrecht 52° 04′ 15,6″ N, 5° 05′ 17,2″ E                             | Utrecht                                    | [ B 28 ]          |
| Spoorbrug Zwolle            | 30 | Pont ferroviaire de Zwolle                          | 150      | 926   | Arc Acier, tablier suspendu Pont bow-string 75+150+75                                                         | Ligne Utrecht–Kampen Ligne Lelystad–Zwolle IJssel                                 | 2011      | Zwolle - Hattem 52° 29′ 23,6″ N, 6° 03′ 43,4″ E                     | Overijssel Gueldre                         |                   |
| Sint-Philipslandse brug     | 31 | Pont de Sint-Philipsland                            | 140      | 209   | Arc Acier, tablier suspendu Pont bow-string                                                                   | Provinciale weg 257 Canal de l'Escaut au Rhin                                     | 1971      | Steenbergen - Sint Philipsland 51° 36′ 45,9″ N, 4° 11′ 36,9″ E      | Brabant-Septentrional Zélande              | [ B 29 ] [ 2 ]    |
| Vossemeerse brug            | 32 | Pont de Vossemeer                                   | 140      | 636   | Arc Acier, tablier suspendu Pont bow-string                                                                   | Provinciale weg 656 Canal de l'Escaut au Rhin                                     |           | Nieuw-Vossemeer - Oud-Vossemeer 51° 35′ 02,7″ N, 4° 12′ 05″ E       | Brabant-Septentrional Zélande              | [ 2 ]             |
| Tholense brug               | 33 | Pont de Tholen                                      | 140      | 596   | Arc Acier, tablier suspendu Pont bow-string 50+140+50                                                         | Provinciale weg 286 Canal de l'Escaut au Rhin                                     |           | Halsteren - Tholen 51° 32′ 12,9″ N, 4° 13′ 58″ E                    | Brabant-Septentrional Zélande              | [ 2 ]             |
|                             | 34 | Pont de Bath (Zélande)                              | 140      | 280   | Arc Acier, tablier suspendu Pont bow-string                                                                   | Bathseweg Canal de l'Escaut au Rhin                                               |           | Bath 51° 24′ 08,7″ N, 4° 14′ 22,7″ E                                | Zélande                                    | [ 2 ]             |
| Kreekrakdam brug (A58)      | 35 | Pont autoroutier de Kreekrakdam                     | 140      | 240   | Poutres Acier 2 ouvrages jumelés 50+140+50                                                                    | A58 Route européenne 312 Canal de l'Escaut au Rhin                                |           | Rilland 51° 25′ 40″ N, 4° 14′ 04,1″ E                               | Zélande                                    | [ 2 ]             |
| Kreekrakdam brug            | 36 | Pont routier de Kreekrakdam                         | 140      | 240   | Poutres Acier 50+140+50                                                                                       | Provinciale weg 289 Canal de l'Escaut au Rhin                                     |           | Rilland 51° 25′ 44,1″ N, 4° 14′ 03,4″ E                             | Zélande                                    | [ 2 ]             |
| Kreekrakdamspoorbrug        | 37 | Pont ferroviaire de Kreekrakdam                     | 140      | 240   | Arc Acier, tablier suspendu Pont bow-string 50+140+50                                                         | Canal de l'Escaut au Rhin                                                         |           | Rilland 51° 25′ 42,6″ N, 4° 14′ 03,4″ E                             | Zélande                                    | [ 2 ]             |
| Oude Ijsselbrug             | 38 | Vieux pont de l'Yssel                               | 138      | 412   | Arc Acier, tablier suspendu                                                                                   | Zuiderzeestraatweg - Spoolderbergweg IJssel                                       | 1930      | Zwolle 52° 29′ 49,2″ N, 6° 03′ 28,3″ E                              | Overijssel Gueldre                         | [ B 30 ]          |
| Andrej Sacharovbrug         | 39 | Pont Andrej Sacharov                                | 133      | 760   | Poutre-caisson Béton précontraint 2 ouvrages jumelés                                                          | Provinciale weg 325 Rhin inférieur                                                | 1986      | Arnhem 51° 57′ 30,1″ N, 5° 56′ 14,2″ E                              | Gueldre                                    | [ B 31 ]          |
| Spoorbrug Arnhem            | 40 | Pont ferroviaire d'Arnhem                           | 130      |       | Arc Acier, tablier suspendu Pont bow-string                                                                   | Rhin inférieur                                                                    | 1952      | Arnhem 51° 58′ 11,8″ N, 5° 51′ 15,9″ E                              | Gueldre                                    | [ B 32 ]          |
| John Frostbrug              | 41 | Pont John Frost                                     | 120      | 601   | Arc Acier, tablier suspendu Pont bow-string 50+120+50                                                         | 2x2 voies routières Rhin inférieur                                                | 1935      | Arnhem 51° 58′ 29,4″ N, 5° 54′ 41,9″ E                              | Gueldre                                    | [ B 33 ]          |
| Schalkwijksebrug            | 42 | Pont de Schalkwijk                                  | 120      | 210   | Arc Acier, tablier suspendu Pont bow-string                                                                   | Canal d'Amsterdam au Rhin                                                         | 1974      | Schalkwijk 52° 00′ 20″ N, 5° 11′ 14,2″ E                            | Utrecht                                    | [ B 34 ]          |
| Heusdensche Brug            | 43 | Pont de Heusden                                     | 120      | 540   | Haubané Monopylône, tablier dalle béton, pylône béton 120+111                                                 | Provinciale weg 267 Bergsche Maas                                                 | 1991      | Heusden 51° 44′ 08,8″ N, 5° 07′ 05,8″ E                             | Brabant-Septentrional                      |                   |
|                             | 44 | Pont autoroutier de Houten                          | 110      | 740   | Mixte acier/béton Bipoutre 2 ouvrages jumelés                                                                 | A27 Route européenne 311 Lek                                                      | 1981      | Houten 52° 00′ 05,4″ N, 5° 06′ 52″ E                                | Utrecht                                    |                   |
|                             | 45 | Schellingwouderbrug                                 | 105      | 791   | Arc Acier, tablier suspendu Pont bow-string                                                                   | Zuiderzeeweg IJ                                                                   | 1957      | Amsterdam 52° 22′ 41,5″ N, 4° 57′ 59,6″ E                           | Hollande-Septentrionale                    | [ B 35 ]          |
| Moerdijk HSL spoorbrug      | 46 | Viaduc HSL de Moerdijk                              | 105      | 1190  | Mixte acier/béton Tablier caisson mixte acier/béton 70+12x105+70                                              | HSL-Zuid Meuse                                                                    | 2005      | Moerdijk 51° 43′ 07,6″ N, 4° 38′ 38,5″ E                            | Brabant-Septentrional                      | [ B 36 ]          |
| Moerdijk spoorbrug          | 47 | Pont ferroviaire de Moerdijk                        | 104      | 1040  | Treillis Acier                                                                                                | Meuse                                                                             | 1955      | Moerdijk 51° 43′ 08,1″ N, 4° 38′ 40,8″ E                            | Brabant-Septentrional                      | [ B 37 ]          |
| Nelson Mandelabrug (Arnhem) | 48 | Pont Nelson Mandela (Arnhem)                        | 100      | 280   | Poutre-caisson Béton précontraint 2 ouvrages jumelés                                                          | Provinciale weg 225 Rhin inférieur                                                | 1974      | Arnhem 51° 58′ 45,3″ N, 5° 54′ 01,3″ E                              | Gueldre                                    | [ B 38 ]          |
|                             | 49 | Pont autoroutier de Moerdijk                        | 100      |       | Poutre-caisson Acier                                                                                          | A16 Route européenne 19 Meuse                                                     | 1978      | Moerdijk 51° 43′ 03,7″ N, 4° 38′ 11,5″ E                            | Brabant-Septentrional                      | [ 3 ]             |
| Koningin Julianabrug        | 50 | Pont Reine Juliana                                  |          |       | Pont à béquilles Acier                                                                                        | Lannoy-Willens Bldv Romulo Betancourt Bldv Baie de Sainte Anne                    | 1974      | Willemstad 12° 06′ 40,5″ N, 68° 55′ 54,7″ O                         | Curaçao                                    |                   |
| Spoorviaduct Bleiswijk      | 51 | Viaduc de Bleiswijk                                 |          | 5500  | Poutre-caisson Béton précontraint                                                                             | HSL-Zuid                                                                          | 2004      | Bleiswijk 52° 02′ 20,2″ N, 4° 31′ 43,5″ E                           | Hollande-Méridionale                       |                   |
| Zeelandbrug                 | 52 | Pont de Zélande                                     | 95       | 5022  | Poutre-caisson Béton précontraint                                                                             | Provinciale weg 256 Escaut oriental                                               | 1965      | Schouwen-Duiveland - Noord-Beveland 51° 36′ 47,6″ N, 3° 53′ 33,4″ E | Zélande                                    | [ B 39 ]          |